# Oligia nyctichroa
Oligia nyctichroa är en fjärilsart som beskrevs av D. Jones 1908. Oligia nyctichroa ingår i släktet Oligia och familjen nattflyn. Inga underarter finns listade i Catalogue of Life.